# Groupe de NGC 2859
Le groupe de NGC 2859 comprend au moins huit galaxies et peut-être une neuvième situées dans les constellations du Petit Lion et du Lynx. La distance moyenne entre ce groupe et la Voie lactée est d'environ 30,7 Mpc (∼100 millions d'al).

## Membres
Le tableau ci-dessous liste les quatre galaxies qui sont indiquées dans l'article d'Abraham Mahtessian paru en 1998 ainsi que la galaxie NGC 2779 qui forme probablement une paire avec NGC 2778. S'ajoutent à ces cinq galaxies, deux galaxies indiquées sur le site « Un Atlas de l'Univers » de Richard Powell (UGC 5015 et UGC 5020) et deux galaxies indiquées dans un article d'A.M. Garcia (UGC 4777 et UGC 4834) paru en 1993.
| Nom      | Constellation | Classification | Type                               | α (J2000.0)   | δ (J2000.0) | Vitesse radiale (km/s) | Magnitude apparente | Distance (Mpc) | Diamètre (kal) |
| -------- | ------------- | -------------- | ---------------------------------- | ------------- | ----------- | ---------------------- | ------------------- | -------------- | -------------- |
| NGC 2859 | Petit Lion    | (R)SB0^+(r)    | Lenticulaire                       | 09h 24m 18.5s | 34° 30′ 40″ | 1688 ± 1               | 10,9                | 28,5 ± 2,0     | 79             |
| NGC 2778 | Lynx          | E              | Elliptique                         | 09h 12m 24.4s | 35° 01′ 39″ | 2049 ± 4               | 12,4                | 33,7 ± 2,4     | 62             |
| NGC 2780 | Lynx          | SB?            | Spirale barrée                     | 09h 12m 44.4s | 34° 55′ 32″ | 1954 ± 3               | 13,4                | 32,3 ± 2,3     | 74             |
| NGC 2793 | Lynx          | SB(s)m pec     | Spirale barrée magellanique        | 09h 16m 47.3s | 34° 25′ 47″ | 1687 ± 2               | 13,0                | 28,4 ± 2,0     | 25             |
| NGC 2779 | Lynx          | SB0/a          | Lenticulaire                       | 09h 12m 28.3s | 35° 03′ 14″ | 2174 ± 109             | 15,0                | 35,5 ± 2,6     | 33             |
| UGC 5015 | Petit Lion    | SABdm          | Spirale intermédiaire magellanique | 09h 25m 48.0s | 34° 16′ 38″ | 1650 ± 4               | 13,74 ± 0,05        | 28,0 ± 2,0     | 56             |
| UGC 5020 | Petit Lion    | SB0/a          | Lenticulaire                       | 09h 26m 01.5s | 34° 39′ 12″ | 1625 ± 2               | 12,84               | 27,6 ± 2,0     | 74             |
| UGC 4777 | Lynx          | Im?            | Irrégulière magellanique           | 09h 06m 40.5s | 34° 37′ 09″ | 2034 ± 2               | 13,27               | 33,4 ± 2,4     | 73             |
| UGC 4834 | Lynx          | SBdm           | Spirale barrée magellanique        | 09h 11m 50.9s | 34° 57′ 48″ | 2064 ± 2               | 16,494 ± 0,027      | 33,9 ± 2,4     | 26             |

Le site DeepskyLog permet de trouver aisément les constellations des galaxies mentionnées dans ce tableau ou si elles ne s'y trouvent pas, l'outil du site constellation permet de le faire à l'aide des coordonnées de la galaxie. Sauf indication contraire, les données proviennent du site NASA/IPAC.